# دكتور فاوستوس
الدكتور فاوستوس قصة حياة الموسيقي أدريان ليفركون يرويها صديقه، هي رواية كتبها الأديب الألماني توماس مان الحلصل على جائزة نوبل في الأدب، بدأ تأليفها سنة 1943 ونُشرت لأول مرة عام 1947. تستند الرواية إلى أسطورة فاوست، وتدور أحداثها في النصف الأول من القرن العشرين، متأثرة بالاضطرابات السياسية والفكرية التي عرفتها ألمانيا في تلك الحقبة.
تحكي الرواية سيرة الموسيقي العبقري أدريان ليفركون، الذي يعقد اتفاقًا مع الشيطان يمنحه بموجبه أربعاً وعشرين سنة من العبقرية والإبداع الموسيقي، مقابل أن يضحي بروحه. يروي القصة صديقه المقرّب سيرينوس تسيتبلوم، الذي يتتبع مراحل حياته، ويقدّم شهادة إنسانية عميقة عن عبقريته ومعاناته وسقوطه التدريجي.
السياق
يحكي العمل قصة الموسيقي العبقري أدريان ليفركون (1885–1940)، كما يرويها صديقه القديم سيرينوس تسيتبلوم، الذي يبدأ كتابة هذا السرد في 23 مايو 1943، أي بعد أكثر من عامين بقليل على وفاة المؤلف الموسيقي، ويُنهيه في عام 1945. ليفركون موسيقي فذّ وانعزالي في بدايات القرن العشرين، تتبع حياته نموذج شخصية فاوست الأسطورية كما رسمها غوته. فالشاب أدريان ليفركون، على غرار الدكتور فاوست، يبيع روحه للشيطان – ممثلًا في شخصية مفيستوفيليس – ليس مقابل معرفة كونية، بل مقابل التخلي عن حب البشر من أجل تحقيق ذاته كفنان.
ليفركون، الذي تملكه "شيطانه التسلطي"، يبتكر نظرية موسيقية يعتقد أنها فريدة وقدَرها أن تحلّ محل كل النظريات السابقة. غير أن هذا الطموح اللاعقلاني، القائم على نزعة نظامية مطلقة، يفضي به إلى مأزق إنساني واجتماعي، إذ يفقد صوابه بعد محاولة انتحار، ثم يلقى حتفه عام 1940.
ويبدو جليًا أن هناك تشابهًا مع المجتمع الألماني في ظل الحكم الهتلري، حيث تتجه ألمانيا بدورها نحو مصير كارثي مرتبط بجرائم النازية ونهايتها المحتومة. يستكشف توماس مان في هذا العمل أضرار إرادة السلطة المطلقة من خلال نموذج فنان منفصل عن الواقع الإنساني والاجتماعي. وقد روى الكاتب مراحل كتابته للرواية في يوميات الدكتور فاوستوس.

## بنية الرواية
تشكل الرواية عملاً مركبًا ومعقدًا يجمع بين عدد كبير من الشخصيات، وحكايات داخلية، وأحداث واقعية، ونظريات اجتماعية وموسيقية وأدبية، وذكريات شخصية، وتعدد في الأماكن (مثل تورينغيا، بافاريا، سويسرا، إيطاليا، المجر)، كلها مترابطة بحياة البطل أدريان ليفركون.
اعتمد توماس مان في بناء الرواية على دراسة دقيقة لعلم الموسيقى ولسير كبار المؤلفين الموسيقيين مثل موزارت، بيتهوفن، فاغنر، برليوز، ديبوسي، شوبان، هوغو وولف، وألبان بيرغ، كما استفاد من علاقاته المباشرة مع موسيقيين معاصرين أمثال إيغور سترافينسكي، أرنولد شونبرغ، وهانس آيسلر، مما أتاح له الاطلاع على التطورات النظرية في الموسيقى الحديثة. كما ساهمت علاقته بالمايسترو برونو والتر وكلاوس برينغسهايم (شقيق زوجته التوأم)، إضافة إلى موهبة ابنه الأصغر ميشائيل مان (عازف الكمان)، في تعميق اهتمامه بالمجال الموسيقي.
تعود المساهمة الفكرية الأهم في العمل إلى الفيلسوف والناقد الموسيقي تيودور أدورنو، أحد رموز مدرسة فرانكفورت. وقد أقر توماس مان في كتابه نشأة الدكتور فاوستوس بأن ملاحظات أدورنو ساهمت في إعادة صياغة أجزاء مهمة من الرواية.
أثناء فترة إقامته في كاليفورنيا، أتاح مان لجمهور من المثقفين الألمان المنفيين الاطلاع على فصول من الرواية من خلال قراءات علنية، في ممارسة شبيهة بما كان يقوم به فرانز كافكا لاختبار تأثير النصوص على جمهور مختار.
يروي الرواية البروفيسور سيرينوس تسيتبلوم، صديق أدريان ليفركون، الذي يسعى إلى تجميع عناصر السرد المختلفة وتقديم شهادة مؤثرة عن صديقه. ووفق تصريح توماس مان، فإن شخصية تسيتبلوم تمثل "محاكاة ساخرة" لنفسه، بينما تقترب شخصية ليفركون من شخصيته الحقيقية أكثر مما يُظن أو يُفترض.

## شخصيات
تضم رواية الدكتور فاوستوس لتوماس مان مجموعة من الشخصيات المحورية والثانوية التي تعكس الصراع بين العبقرية والشر، وتُجسد البعد الرمزي والفلسفي للعمل، حيث تتحرك هذه الشخصيات ضمن سياق تاريخي وفكري معقّد يعكس أزمة الإنسان الألماني في النصف الأول من القرن العشرين:
أدريان ليفركون: الشخصية الرئيسية في الرواية، مؤلف موسيقي ألماني عبقري، يعقد اتفاقًا مع الشيطان يمنحه سنوات من العبقرية مقابل التخلي عن الحب والإنسانية، ما يؤدي به إلى الجنون والانهيار.
سيرينوس تسيتبلوم: صديق أدريان وراوي الرواية. أستاذ أكاديمي، يمثل الضمير الأخلاقي والعقلاني، ويروي سيرة صديقه في محاولة لفهم مصيره وربط حياته بسياق ألمانيا الحديثة.
وندل كريتشمار: أستاذ موسيقى ومثقف، يعد أول من أثر في توجهات ليفركون الفكرية والفنية، ويُنظر إليه بوصفه تجسيدًا رمزيًا لشخصية مفيستوفيليس.
روديجير شيلدكناب: مترجم وصديق مقرب من ليفركون، يرافقه في بعض مراحل حياته، ويعكس نظرة المجتمع المثقف إلى عبقرية أدريان المعقدة.
رودولف شفيردفاجر: عازف كمان شاب ووسيم، تنشأ بينه وبين ليفركون علاقة معقدة، تمثل جانبًا من التوترات النفسية والفنية في حياة البطل.
نيبوموك (المعروف باسم "إيكو"): ابن شقيق أدريان، طفل بريء ومحبوب، يرمز إلى النقاء والبراءة، وموته يشكل لحظة مأساوية في حياة ليفركون.
إينيس رودّ: امرأة غامضة تدخل حياة ليفركون، ويتورط معها في علاقة درامية تنتهي بمأساة، تساهم في تسريع انهياره النفسي.
كلاريسا رودّ: شقيقة إينيس، شابة موهوبة لكنها مضطربة، تمثل البعد العاطفي والمأساوي المرتبط بالجانب الإنساني في الرواية.
الشيطان (مفيستوفيليس): يظهر في الرواية بصيغ رمزية وشخصيات متعددة، وهو الطرف الذي يبرم معه ليفركون العقد الشيطاني، ويرمز إلى غواية السلطة والعبقرية المطلقة.

## وصلات خارجية
- دكتور فاوستوس على موقع الموسوعة البريطانية (الإنجليزية)

- دكتور فاوستوس، على كتب جوجل.
- دكتور فاوستوس، على الفهرس العالمي.
- دكتور فاوستوس، على جود ريدز.
- دكتور فاوستوس، على موقع أمازون.
- دكتور فاوستوس، على مكتبة جامعة هارفارد.
- دكتور فاوستوس، على مكتبة جامعة ميشيغان.